# Río Blanco (Cochabamba)
Río Blanco es una localidad boliviana perteneciente al municipio de Entre Ríos, ubicado en la Provincia Carrasco del departamento de Cochabamba. En cuanto a distancia, Río Blanco se encuentra a 275 km de la ciudad de Cochabamba y a 202 km de Santa Cruz de la Sierra. La localidad forma parte de la Ruta Nacional 4 de Bolivia.  
Según el último censo boliviano de 2012 realizado por el Instituto Nacional de Estadística de Bolivia (INE), la localidad cuenta con una población de 1.210 habitantes y está situada a 252 metros sobre el nivel del mar.
Río Blanco junto a Bulo Bulo son pequeñas poblaciones cochabambinas, fronterizas con el departamento de Santa Cruz, siendo a la vez los primeros puntos poblacionales de ingreso al Departamento de Cochabamba.

## Historia
La localidad de Río Blanco fue fundada el 14 de septiembre de 1987 como distrito del municipio de Entre Ríos. Inicialmente, a la localidad se la conoció con el nombre de Villa Andrade. pero los pobladores del lugar decidieron cambiar de nombre en honor al río Blanco que pasa por el distrito.

## Demografía

### Población
| Población de Río Blanco | Población de Río Blanco | Población de Río Blanco | Población de Río Blanco |
| Año | Habitantes              | Fuente                  |                         |
| --- | ----------------------- | ----------------------- | ----------------------- |
| 1992 | 20                      | Censo boliviano de 1992 |                         |
| 2001 | 830                     | Censo boliviano de 2001 |                         |
| 2012 | 1210                    | Censo boliviano de 2012 |                         |
| Nota 1: El Instituto Nacional de Estadística de Bolivia considera como ciudad a poblaciones a partir de los 2000 habitantes |                         |                         |                         |